# Květní lůžko

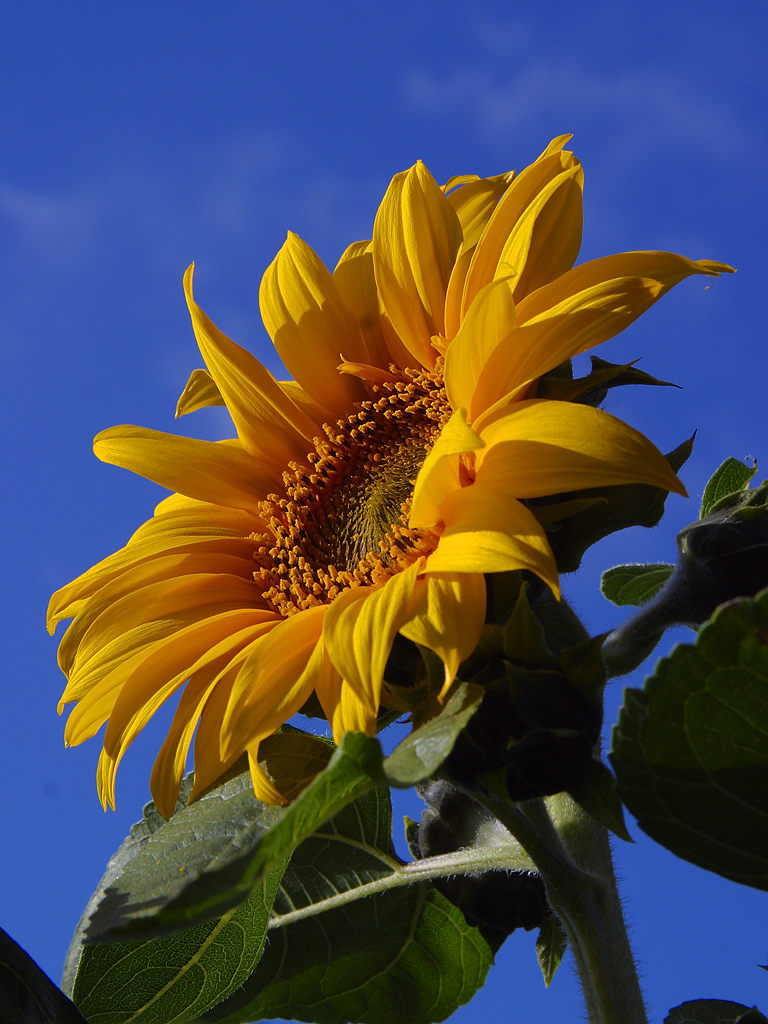
Úbor slunečnice roční se širokým květním lůžkem

Květní lůžko (receptaculum, torus) je plošné rozšíření květní stopky u krytosemenných rostlin, na němž se vytváří květ, případně stažené květenství. Jedná se o jednu z typických metamorfóz stonku.
Termín květní lůžko bývá v českojazyčné botanické literatuře zaměňován s termínem češule (hypanthium). Na rozdíl od květního lůžka se na stavbě češule podílejí i další květní části. Jednotlivé termíny nejsou zaměnitelné.

## Popis
Termín „květní lůžko“ se používá pro lůžko jednotlivého květu nebo v některých případech i celého staženého květenství, jako je například úbor hvězdnicovitých. Z květního lůžka vyrůstají plodolisty, tyčinky a květní obaly (tj. vnější zelené kališní lístky a vnitřní korunní lístky nebo nerozlišené okvětí), které chrání reprodukční orgány květu (samčí tyčinky a samičí pestíky). Květní lůžko bývá většinou ploché, řidčeji vyklenuté (kónické) nebo miskovitě prohloubené. V květním lůžku se z malých hrbolků vyvíjejí jednotlivé květní části – nejdříve květní obaly, pak tyčinky a nakonec plodolisty. Vývoj je různě rychlý, například u olše a lísky trvá téměř celý rok.

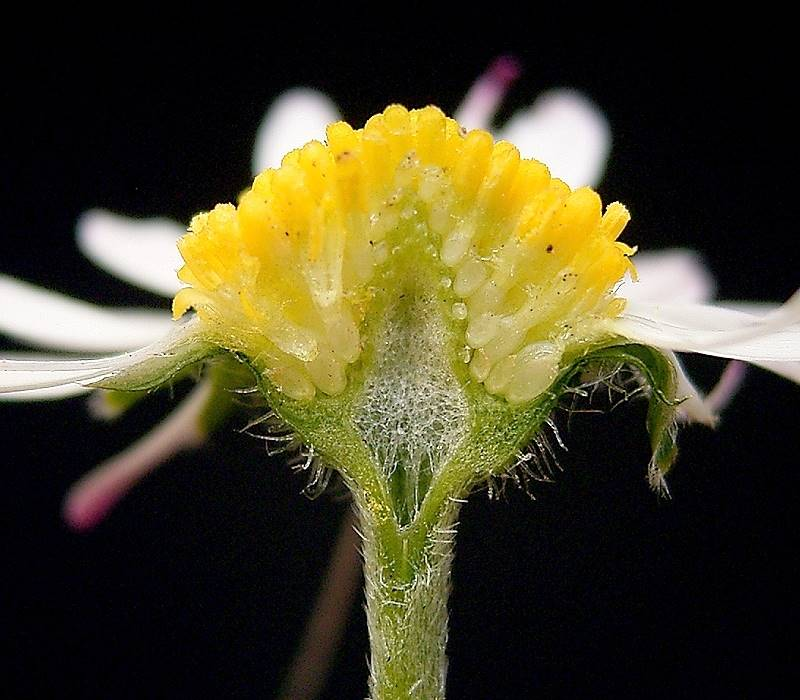
Řez úborem sedmikrásky obecné s kuželovitým, dutým květním lůžkem nesoucím jednotlivé květy

Jednotlivé květní části (květní obaly, tyčinky a plodolisty) jsou na květním lůžku uspořádany do spirály nebo v kruzích; spirální uspořádání květních částí je původnější, kruhovité odvozenější. Květní části ve šroubovici se vyskytují například v čeledi šácholanovité a pryskyřníkovité (hovoříme o květech acyklických). Pokud jsou některé květní části uspořádany ve spirále a jiné v kruzích, například v čeledi pryskyřníkovité rody blatouch, pryskyřník, upolín, hovoříme o květech hemicyklických. Pokud jsou všechny květní části uspořádané v kruzích, hovoříme o květech cyklických. Počet kruhů v cyklickém květu je různý, nejčastější je uspořádání do pěti nebo čtyř kruhů, přičemž plodolisty tvoří pouze jeden kruh.

## Květní lůžko a vývoj plodů
Květní lůžko se u některých rostlin podílí na formování plodu, souplodí nebo i plodenství. Dužnaté a zbytnělé květní lůžko je součástí souplodí jahodníku. Dřevnatějící květní lůžko je součástí souplodí šácholanu, lotosu. Květní lůžka jednotlivých květů se podílejí také na vzniku dužnatého plodenství ananasu, zatímco u fíku fíkovníků je celé plodenství obaleno dužnatým lůžkem.

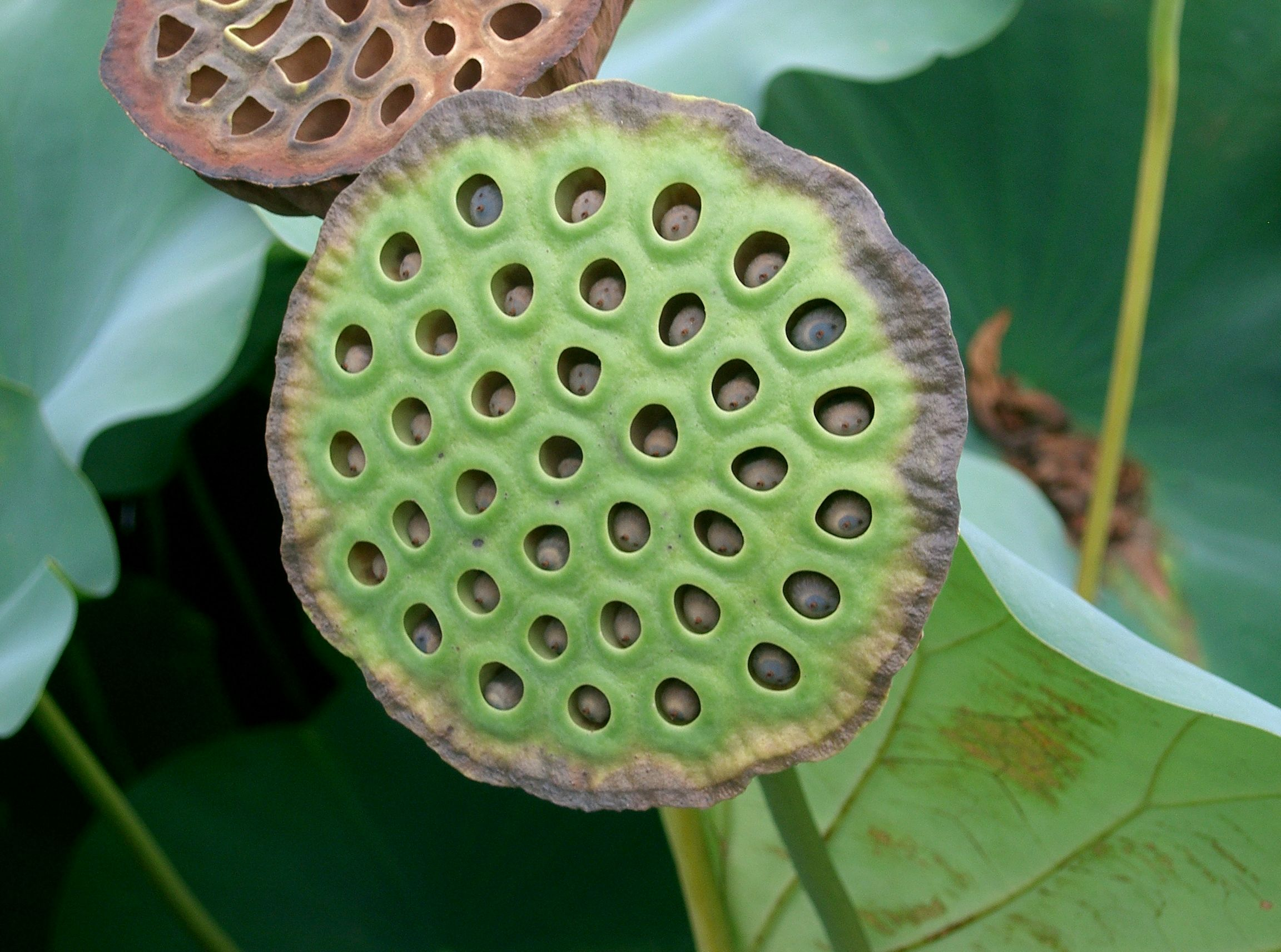
Oříšky lotosu zanořené v dřevnatém květním lůžku
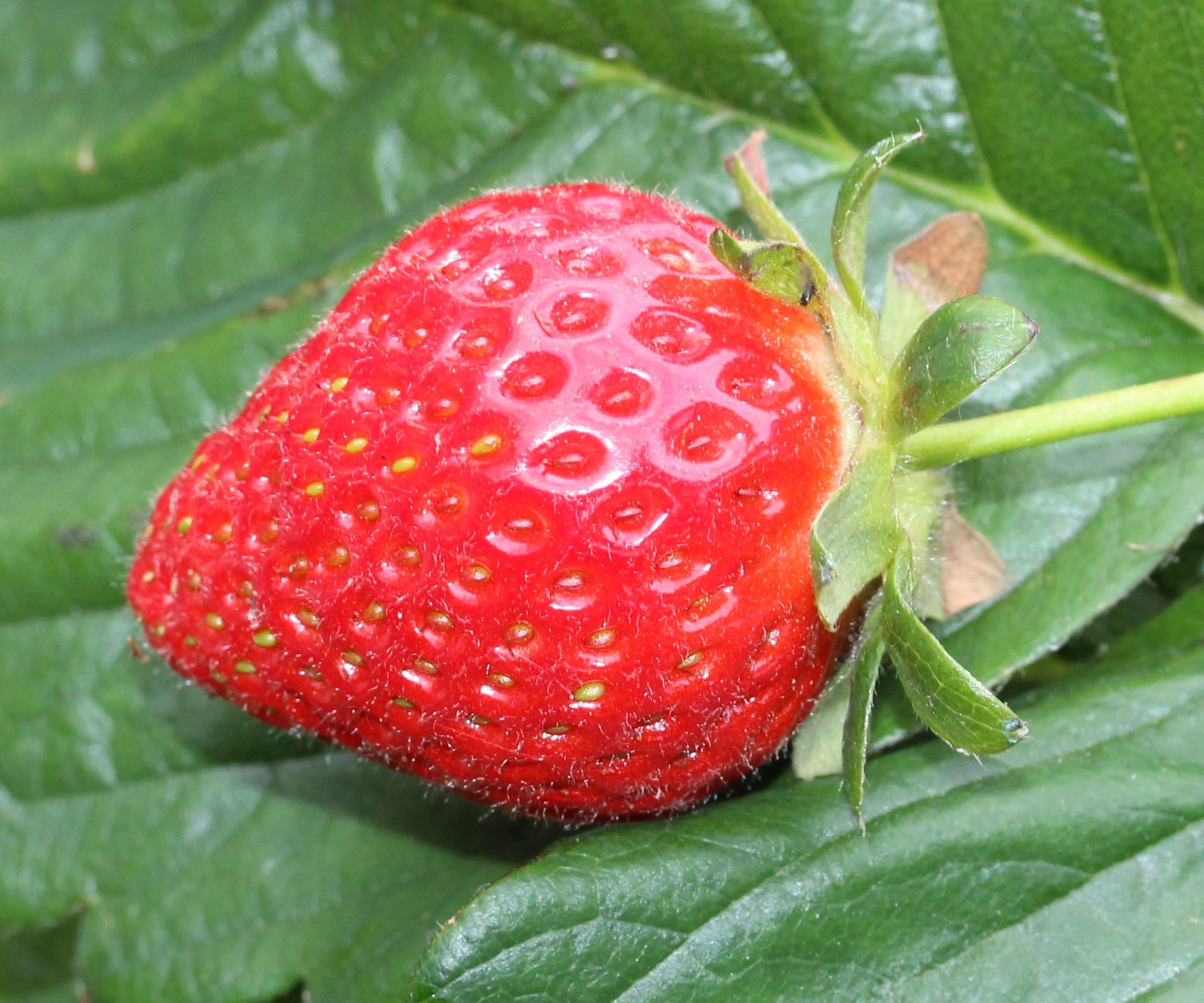
Nažky jahodníku na povrchu zdužnatělého květního lůžka
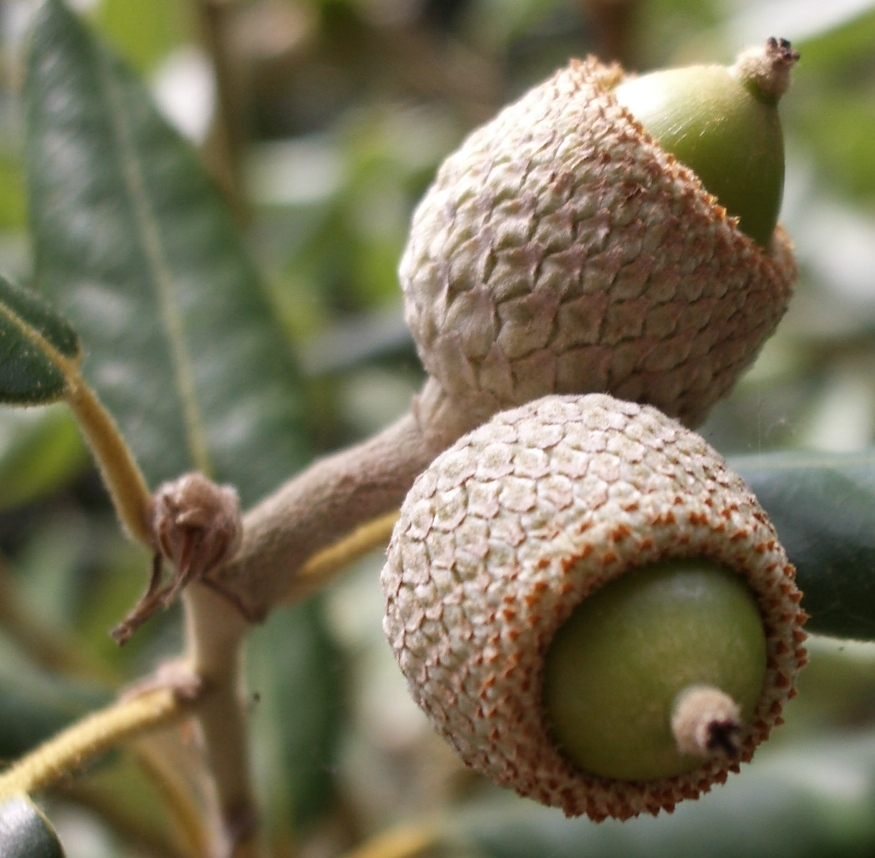
Žaludy dubu cesmínovitého zanořené v číšce

Dub a buk mají dřevnatějící květní lůžko miskovitě prohloubeno a rozšířeno v číšku, kupulu (cupula), v níž sedí žalud nebo bukvice (= nažka). Pokud se na vzniku podobného útvaru podílejí i rozšířené spodní části tyčinek nebo květních obalů, vzniká (např. u růže nebo jabloně) pohárkovitý útvar češule (hypanthium), který obaluje generativní orgány. U pryšců zase vznikají na květním lůžku žláznaté valy se žlázkami nebo žláznaté disky – nektaria – produkující tekutinu lákající opylovače. květní lůžko heřmánku pravého je duté. U lotosu zbytnělo v kuželovitý útvar, ve kterém jsou uloženy semeníky. Mučenka má protažené květní lůžko nesoucí tyčinky a pestík odděleně od květních obalů (tzv. androgynofor).

## Terminologie
V české botanické literatuře bývají zaměňovány termíny receptaculum (květní lůžko), počeštěno jako receptákulum, a hypanthium (češule) nebo jsou uváděny jako synonyma. S touto zavádějící interpretací se lze setkat i v díle Klíč ke květeně ČR. V odborné cizojazyčné literatuře mají většinou jednotlivé termíny jasně definovaný odlišný význam. Termínem receptaculum se označuje pouhé květní lůžko bez účasti ostatních květních částí, podepírající buď jednotlivý květ, nebo v některých případech celé květenství (např. u hvězdnicovitých). Receptákulum se v některých případech podílí na vzniku plodu, souplodí nebo plodenství (např. u fíkovníku jsou nažky uzavřené ve zdužnatělém receptákulu). Hypanthium je komplexní útvar vznikající srůstem bazálních částí květních obalů a nitek tyčinek jednotlivého květu a někdy se na jeho vzniku částečně podílí i květní lůžko.